# ابر ماژلانی کوچک
ابر ماژلانی کوچک (SMC) یک کهکشان کوتوله است. این کهکشان دارای چند صد میلیون ستاره است.
این کهکشان عضوی از گروه محلی است.